# Bieg na 800 metrów
Bieg na 800 metrów – lekkoatletyczna konkurencja biegowa, zaliczana do biegów średnich. Na otwartym stadionie bieg na 800 metrów to dwa okrążenia stadionu. Pierwsze 100 metrów zawodnicy biegną po swoich torach, po czym mogą zbiec ku wewnętrznemu torowi.
Bieg na 800 m mężczyzn jest w programie olimpijskim już od pierwszych igrzysk w Atenach. W przypadku występów kobiet bardzo długo uważano, że nie są one w stanie wytrzymać tego dystansu. Wprawdzie na igrzyskach olimpijskich w 1928 wprowadzono tę konkurencję dla kobiet, ale ze względu na zmęczenie jakiego doświadczyły zawodniczki, rozgrywanie tego biegu zawieszono, by wprowadzić go ponownie na igrzyskach w 1960. Obecnie kobiety biegają na znacznie dłuższych dystansach. W programie mistrzostw Europy bieg na 800 m rozgrywany jest od 1934 (I ME) dla mężczyzn i od 1954 (V ME) dla kobiet.

## Rekordziści

### mężczyźni
|        | czas    | zawodnik         | państwo | data             | miejsce |
| ------ | ------- | ---------------- | ------- | ---------------- | ------- |
| świata | 1:40,91 | David Rudisha    | Kenia   | 9 sierpnia 2012  | Londyn  |
| Europy | 1:41,11 | Wilson Kipketer  | Dania   | 24 sierpnia 1997 | Kolonia |
| Polski | 1:43,22 | Paweł Czapiewski | Polska  | 17 sierpnia 2001 | Zurych  |

### kobiety
|        | czas    | zawodniczka           | państwo        | data             | miejsce   |
| ------ | ------- | --------------------- | -------------- | ---------------- | --------- |
| świata | 1:53,28 | Jarmila Kratochvílová | Czechosłowacja | 26 lipca 1983    | Monachium |
| Europy | 1:53,28 | Jarmila Kratochvílová | Czechosłowacja | 26 lipca 1983    | Monachium |
| Polski | 1:56,95 | Jolanta Januchta      | Polska         | 11 sierpnia 1980 | Budapeszt |

## Najszybsi zawodnicy wszech czasów

### mężczyźni
Poniższa tabela przedstawia listę najszybszych biegaczy na 800 m mężczyzn w historii (stan na 11 sierpnia 2024).
| lp. | wynik   | zawodnik          | państwo           | data             | miejsce   |
| --- | ------- | ----------------- | ----------------- | ---------------- | --------- |
| 1.  | 1:40,91 | David Rudisha     | Kenia             | 9 sierpnia 2012  | Londyn    |
| 2.  | 1:41,11 | Wilson Kipketer   | Dania             | 24 sierpnia 1997 | Kolonia   |
| 3.  | 1:41,19 | Emmanuel Wanyonyi | Kenia             | 10 sierpnia 2024 | Paryż     |
| 4.  | 1:41,20 | Marco Arop        | Kanada            | 10 sierpnia 2024 | Paryż     |
| 5.  | 1:41,46 | Djamel Sedjati    | Algieria          | 12 lipca 2024    | Monako    |
| 6.  | 1:41,61 | Gabriel Tual      | Francja           | 7 lipca 2024     | Paryż     |
| 7.  | 1:41,67 | Bryce Hoppel      | Stany Zjednoczone | 10 sierpnia 2024 | Paryż     |
| 8.  | 1:41,73 | Sebastian Coe     | Wielka Brytania   | 10 czerwca 1981  | Florencja |
|     | 1:41,73 | Nijel Amos        | Botswana          | 9 sierpnia 2012  | Londyn    |
| 10. | 1:41,77 | Joaquim Cruz      | Brazylia          | 26 sierpnia 1984 | Kolonia   |

- zobacz więcej na stronach World Athletics (ang.)

### kobiety
Poniższa tabela przedstawia listę 10 najszybszych biegaczek na 800 m w historii tej konkurencji (stan na 20 lipca 2024 r.)
| lp. | wynik   | zawodniczka           | państwo           | data             | miejsce   |
| --- | ------- | --------------------- | ----------------- | ---------------- | --------- |
| 1.  | 1:53,28 | Jarmila Kratochvílová | Czechosłowacja    | 26 lipca 1983    | Monachium |
| 2.  | 1:53,43 | Nadieżda Olizarenko   | ZSRR              | 27 lipca 1980    | Moskwa    |
| 3.  | 1:54,01 | Pamela Jelimo         | Kenia             | 29 sierpnia 2008 | Zurych    |
| 4.  | 1:54,25 | Caster Semenya        | Południowa Afryka | 30 czerwca 2018  | Paryż     |
| 5.  | 1:54,44 | Ana Fidelia Quirot    | Kuba              | 9 września 1989  | Barcelona |
| 6.  | 1:54,61 | Keely Hodgkinson      | Wielka Brytania   | 20 lipca 2024    | Londyn    |
| 7.  | 1:54,81 | Olga Miniejewa        | ZSRR              | 27 lipca 1980    | Moskwa    |
| 8.  | 1:54,94 | Tatjana Kazankina     | ZSRR              | 26 lipca 1976    | Montreal  |
| 9.  | 1:54,97 | Athing Mu             | Stany Zjednoczone | 17 września 2023 | Eugene    |
| 10. | 1:55,05 | Doina Melinte         | Rumunia           | 1 sierpnia 1982  | Bukareszt |

- zobacz więcej na stronach World Athletics (ang.)

## Najszybsi zawodnicy w XXI wieku

### mężczyźni
Poniższa tabela przedstawia listę 10 najszybszych zawodników na 800 m w historii tej konkurencji, biorąc pod uwagę wyłącznie rezultaty uzyskane po 31 grudnia 2000. (stan na 11 lipca 2025).
| lp. | wynik   | zawodnik          | państwo           | data             | miejsce |
| --- | ------- | ----------------- | ----------------- | ---------------- | ------- |
| 1.  | 1:40,91 | David Rudisha     | Kenia             | 9 sierpnia 2012  | Londyn  |
| 2.  | 1:41,19 | Emmanuel Wanyonyi | Kenia             | 10 sierpnia 2024 | Paryż   |
| 3.  | 1:41,20 | Marco Arop        | Kanada            | 10 sierpnia 2024 | Paryż   |
| 4.  | 1:41,46 | Djamel Sedjati    | Algieria          | 12 lipca 2024    | Monako  |
| 5.  | 1:41,61 | Gabriel Tual      | Francja           | 7 lipca 2024     | Paryż   |
| 6.  | 1:41,67 | Bryce Hoppel      | Stany Zjednoczone | 10 sierpnia 2024 | Paryż   |
| 7.  | 1:41,73 | Nijel Amos        | Botswana          | 9 sierpnia 2012  | Londyn  |
| 8.  | 1:42,01 | Josh Hoey         | Stany Zjednoczone | 11 lipca 2025    | Monako  |
| 9.  | 1:42,04 | Mohamed Attaoui   | Hiszpania         | 12 lipca 2024    | Monako  |
| 10. | 1:42,05 | Emmanuel Korir    | Kenia             | 22 lipca 2018    | Londyn  |

- zobacz więcej na stronach World Athletics (ang.)

### kobiety
Poniższa tabela przedstawia listę 10 najszybszych zawodniczek na 800 m w historii tej konkurencji biorąc pod uwagę wyłącznie rezultaty uzyskane po 31 grudnia 2000 r. (stan na 17 września 2023 r.)
| lp. | wynik   | zawodniczka        | państwo           | data             | miejsce        |
| --- | ------- | ------------------ | ----------------- | ---------------- | -------------- |
| 1.  | 1:54,01 | Pamela Jelimo      | Kenia             | 29 sierpnia 2008 | Zurych         |
| 2.  | 1:54,25 | Caster Semenya     | Południowa Afryka | 30 czerwca 2018  | Paryż          |
| 3.  | 1:54,61 | Keely Hodgkinson   | Wielka Brytania   | 20 lipca 2024    | Londyn         |
| 4.  | 1:54,97 | Athing Mu          | Stany Zjednoczone | 17 września 2023 | Eugene         |
| 5.  | 1:55,19 | Jolanda Čeplak     | Słowenia          | 20 lipca 2002    | Heusden-Zolder |
| 6.  | 1:55,47 | Francine Niyonsaba | Burundi           | 21 lipca 2017    | Monako         |
| 7.  | 1:55,55 | Maria Mutola       | Mozambik          | 19 lipca 2003    | Madryt         |
| 8.  | 1:55,61 | Ajee Wilson        | Stany Zjednoczone | 21 lipca 2017    | Monako         |
|     | 1:55,61 | Jemma Reekie       | Wielka Brytania   | 20 lipca 2024    | Londyn         |
| 10. | 1:55,96 | Natoya Goule       | Jamajka           | 17 września 2023 | Eugene         |

- zobacz więcej na stronach World Athletics

## Rekordziści w hali

### mężczyźni
|        | czas    | zawodnik        | państwo | data           | miejsce |
| ------ | ------- | --------------- | ------- | -------------- | ------- |
| świata | 1:42,67 | Wilson Kipketer | Dania   | 9 marca 1997   | Paryż   |
| Europy | 1:42,67 | Wilson Kipketer | Dania   | 9 marca 1997   | Paryż   |
| Polski | 1:44,57 | Adam Kszczot    | Polska  | 14 lutego 2012 | Liévin  |

### kobiety
|        | czas    | zawodniczka    | państwo  | data           | miejsce |
| ------ | ------- | -------------- | -------- | -------------- | ------- |
| świata | 1:55,82 | Jolanda Čeplak | Słowenia | 3 marca 2002   | Wiedeń  |
| Europy | 1:55,82 | Jolanda Čeplak | Słowenia | 3 marca 2002   | Wiedeń  |
| Polski | 1:59,29 | Joanna Jóźwik  | Polska   | 10 lutego 2017 | Toruń   |

## Najszybsi zawodnicy wszech czasów w hali

### mężczyźni
| lp. | wynik   | zawodnik          | państwo           | data             | miejsce    |
| --- | ------- | ----------------- | ----------------- | ---------------- | ---------- |
| 1.  | 1:42,67 | Wilson Kipketer   | Dania             | 9 marca 1997     | Paryż      |
| 2.  | 1:43,24 | Josh Hoey         | Stany Zjednoczone | 23 lutego 2025   | Nowy Jork  |
| 3.  | 1:43,63 | Elliot Giles      | Wielka Brytania   | 17 lutego 2021   | Toruń      |
| 4.  | 1:43,98 | Michael Saruni    | Kenia             | 9 lutego 2019    | Nowy Jork  |
| 5.  | 1:44,15 | Jurij Borzakowski | Rosja             | 27 stycznia 2001 | Karlsruhe  |
| 6.  | 1:44,19 | Bryce Hoppel      | Stany Zjednoczone | 8 lutego 2025    | Nowy Jork  |
| 7.  | 1:44,21 | Emmanuel Korir    | Kenia             | 3 lutego 2018    | Nowy Jork  |
|     | 1:44,21 | Donavan Brazier   | Stany Zjednoczone | 13 lutego 2021   | Nowy Jork  |
| 9.  | 1:44,26 | Brandon Miller    | Stany Zjednoczone | 23 lutego 2025   | Nowy Jork  |
| 10. | 1:44,52 | Mohammed Aman     | Etiopia           | 15 lutego 2014   | Birmingham |

Zobacz więcej na stronach World Athletics (ang.)

### kobiety
| lp. | wynik   | zawodniczka       | państwo         | data           | miejsce      |
| --- | ------- | ----------------- | --------------- | -------------- | ------------ |
| 1.  | 1:55,82 | Jolanda Čeplak    | Słowenia        | 3 marca 2002   | Wiedeń       |
| 2.  | 1:55,85 | Stephanie Graf    | Austria         | 3 marca 2002   | Wiedeń       |
| 3.  | 1:56,40 | Christine Wachtel | NRD             | 13 lutego 1988 | Wiedeń       |
| 4.  | 1:56,90 | Ludmila Formanová | Czechy          | 7 marca 1999   | Maebashi     |
| 5.  | 1:57,06 | Maria Mutola      | Mozambik        | 21 lutego 1999 | Liévin       |
| 6.  | 1:57,18 | Keely Hodgkinson  | Wielka Brytania | 25 lutego 2023 | Birmingham   |
| 7.  | 1:57,23 | Inna Jewsejewa    | Ukraina         | 1 lutego 1992  | Moskwa       |
| 8.  | 1:57,47 | Natalia Cyganowa  | Rosja           | 7 marca 1999   | Maebashi     |
| 9.  | 1:57,51 | Olga Kotlarowa    | Rosja           | 18 lutego 2006 | Moskwa       |
| 10. | 1:57,52 | Gudaf Tsegay      | Etiopia         | 14 lutego 2021 | Val-de-Reuil |

Zobacz więcej na stronach World Athletics

## Chronologia rekordu świata w biegu na 800 metrów

### Mężczyźni[1]
| Wynik     | Zawodnik            | Reprezentacja     | Data                      | Miejsce      |
| --------- | ------------------- | ----------------- | ------------------------- | ------------ |
| 1:51,9h   | Ted Meredith        | Stany Zjednoczone | 8 lipca 1912(dts)         | Sztokholm    |
| 1:51,6h y | Otto Peltzer        | Niemcy            | 3 lipca 1926(dts)         | Londyn       |
| 1:50,6h   | Séra Martin         | Francja           | 4 lipca 1928(dts)         | Colombes     |
| 1:49,8h   | Tommy Hampson       | Wielka Brytania   | 2 sierpnia 1932(dts)      | Los Angeles  |
| 1:49,8h   | Ben Eastman         | Stany Zjednoczone | 16 czerwca 1934(dts)      | Princeton    |
| 1:49,7h   | Glenn Cunningham    | Stany Zjednoczone | 20 sierpnia 1936(dts)     | Sztokholm    |
| 1:49,6h   | Elroy Robinson      | Stany Zjednoczone | 11 lipca 1937(dts)        | Nowy Jork    |
| 1:48,4h   | Sydney Wooderson    | Wielka Brytania   | 20 sierpnia 1938(dts)     | Motspur Park |
| 1:46,6h   | Rudolf Harbig       | III Rzesza        | 15 lipca 1939(dts)        | Mediolan     |
| 1:45,7h   | Roger Moens         | Belgia            | 3 sierpnia 1955(dts)      | Oslo         |
| 1:44,3h   | Peter Snell         | Nowa Zelandia     | 3 lutego 1962(dts)        | Christchurch |
| 1:44,3h   | Ralph Doubell       | Australia         | 15 października 1968(dts) | Meksyk       |
| 1:44,3h   | Dave Wottle         | Stany Zjednoczone | 1 lipca 1972(dts)         | Eugene       |
| 1:43,7h   | Marcello Fiasconaro | Włochy            | 27 czerwca 1973(dts)      | Mediolan     |
| 1:43,5h   | Alberto Juantorena  | Kuba              | 25 lipca 1976(dts)        | Montreal     |
| 1:43,4h   | Alberto Juantorena  | Kuba              | 21 sierpnia 1977(dts)     | Sofia        |
| 1:42,33   | Sebastian Coe       | Wielka Brytania   | 5 lipca 1979(dts)         | Oslo         |
| 1:41,73   | Sebastian Coe       | Wielka Brytania   | 10 czerwca 1981(dts)      | Florencja    |
| 1:41,73   | Wilson Kipketer     | Dania             | 7 lipca 1997(dts)         | Sztokholm    |
| 1:41,24   | Wilson Kipketer     | Dania             | 13 sierpnia 1997(dts)     | Zurych       |
| 1:41,11   | Wilson Kipketer     | Dania             | 24 sierpnia 1997(dts)     | Kolonia      |
| 1:41,09   | David Rudisha       | Kenia             | 22 sierpnia 2010(dts)     | Berlin       |
| 1:41,01   | David Rudisha       | Kenia             | 29 sierpnia 2010(dts)     | Rieti        |
| 1:40,91   | David Rudisha       | Kenia             | 9 sierpnia 2012(dts)      | Londyn       |

### Kobiety[2]
| Wynik     | Zawodniczka           | Reprezentacja   | Data                      | Miejsce     |
| --------- | --------------------- | --------------- | ------------------------- | ----------- |
| 2:30,4h   | Georgette Lenoir      | Francja         | 20 sierpnia 1922(dts)     | Paryż       |
| 2:26,6h y | Mary Lines            | Wielka Brytania | 30 sierpnia 1922(dts)     | Londyn      |
| 2:23,8h   | Lina Radke-Batschauer | Niemcy          | 7 sierpnia 1927(dts)      | Breslau     |
| 2:20,4h   | Inga Gentzel          | Szwecja         | 16 czerwca 1928(dts)      | Sztokholm   |
| 2:19,6h   | Lina Radke            | Niemcy          | 1 lipca 1928(dts)         | Brieg       |
| 2:16,8h   | Lina Radke            | Niemcy          | 2 sierpnia 1928(dts)      | Amsterdam   |
| 2:15,9h   | Anna Larsson          | Szwecja         | 27 sierpnia 1944(dts)     | Sztokholm   |
| 2:14,8h   | Anna Larsson          | Szwecja         | 19 sierpnia 1945(dts)     | Helsingborg |
| 2:13,8h   | Anna Larsson          | Szwecja         | 30 sierpnia 1945(dts)     | Sztokholm   |
| 2:13,0h   | Jewdokija Wasiljewa   | ZSRR            | 17 lipca 1950(dts)        | Moskwa      |
| 2:12,2h   | Walentina Pomogajewa  | ZSRR            | 26 lipca 1951(dts)        | Moskwa      |
| 2:12,0h   | Nina Pletniowa        | ZSRR            | 26 sierpnia 1951(dts)     | Mińsk       |
| 2:08,5h   | Nina Pletniowa        | ZSRR            | 15 czerwca 1952(dts)      | Kijów       |
| 2:07,3h   | Nina Otkalenko        | ZSRR            | 27 sierpnia 1953(dts)     | Moskwa      |
| 2:06,6h   | Nina Otkalenko        | ZSRR            | 16 września 1954(dts)     | Kijów       |
| 2:05,0h   | Nina Otkalenko        | ZSRR            | 24 września 1955(dts)     | Zagrzeb     |
| 2:04,3h   | Ludmiła Szewcowa      | ZSRR            | 3 lipca 1960(dts)         | Moskwa      |
| 2:04,3h   | Ludmiła Szewcowa      | ZSRR            | 7 września 1960(dts)      | Rzym        |
| 2:01,2h   | Dixie Willis          | Australia       | 3 marca 1962(dts)         | Perth       |
| 2:01,1h   | Ann Packer            | Wielka Brytania | 20 października 1964(dts) | Tokio       |
| 2:01,0h   | Judy Pollock          | Australia       | 28 czerwca 1967(dts)      | Helsinki    |
| 2:00,5h   | Vera Nikolić          | Jugosławia      | 20 lipca 1968(dts)        | Londyn      |
| 1:58,5h   | Hildegard Falck       | RFN             | 11 lipca 1971(dts)        | Stuttgart   |
| 1:57,5h   | Swetła Złatewa        | Bułgaria        | 24 sierpnia 1973(dts)     | Ateny       |
| 1:56,0h   | Walentina Gierasimowa | ZSRR            | 12 czerwca 1976(dts)      | Kijów       |
| 1:54,9h   | Tatjana Kazankina     | ZSRR            | 26 lipca 1976(dts)        | Montreal    |
| 1:54,9h   | Nadieżda Olizarenko   | ZSRR            | 12 czerwca 1980(dts)      | Moskwa      |
| 1:53,43   | Nadieżda Olizarenko   | ZSRR            | 27 czerwca 1980(dts)      | Moskwa      |
| 1:53,28   | Jarmila Kratochvílová | Czechosłowacja  | 26 lipca 1983(dts)        | Monachium   |

## Polscy finaliści olimpijscy

### mężczyźni
- 3. Patryk Dobek 1:45,39 2020
- 4. Kazimierz Kucharski 1:53,8 1936
- 6. Marcin Lewandowski 1:44.20 2016
- 7. Andrzej Kupczyk 1:47,10 1972

### kobiety
- 5. Joanna Jóźwik 1:57,37 2016
- 6. Jolanta Januchta 1:58,25 1980
- 8. Gertruda Kilos 2:26.8 1928
- 8. Beata Żbikowska 2:11,91 1960

## Polscy finaliści mistrzostw świata

### mężczyźni
- 2.Adam Kszczot 1:44.95 2017

- 2. Adam Kszczot 1:46,08 2015
- 3. Paweł Czapiewski 1:44,63 2001
- 4. Ryszard Ostrowski 1:44,59 1987
- 4. Marcin Lewandowski 1:44,80 2011
- 4. Marcin Lewandowski 1:44,08 2013
- 5. Piotr Piekarski 1:45,44 1991
- 6. Adam Kszczot 1:45,25 2011
- 8. Marcin Lewandowski 1:46.17 2009

### kobiety
- 7. Joanna Jóźwik 1:59.09 2015
- 6. Angelika Cichocka 1:58.41 2017

## Polacy w dziesiątkach światowych tabel rocznych

### mężczyźni
- 1935 - 4. Kazimierz Kucharski, 1:51,6
- 1958 - 2. Zbigniew Makomaski, 1:46,7
- 1958 - 5. Tadeusz Kaźmierski, 1:46,9
- 1959 - 2. Stefan Lewandowski, 1:46,5
- 1975 - 8. Marian Gęsicki, 1:45,4
- 1987 - 8. Ryszard Ostrowski, 1:44,59
- 2001 - 6. Paweł Czapiewski, 1:43,22
- 2011 - 4. Adam Kszczot, 1:43,30
- 2013 - 7. Marcin Lewandowski, 1:43,79

### kobiety
- 1930 - 9. Gertruda Kilos, 2:26,8
- 1931 - 2. Stanisława Walasiewicz, 2:18,3
- 1932 - 5. Stanisława Walasiewicz, 2:24,0
- 1933 - 1. Stanisława Walasiewicz, 2:18,2
- 1934 - 4. Irena Świderska, 2:23,6
- 1935 - 1. Stanisława Walasiewicz, 2:18,4
- 1962 - 8. Krystyna Nowakowska, 2:05,8
- 1971 - 9. Danuta Wierzbowska, 2:02,6
- 1973 - 4. Elżbieta Skowrońska, 1:59,8
- 1974 - 6. Elżbieta Katolik, 2:00,4
- 1980 - 8. Jolanta Januchta, 1:56,95

## Polacy w rankinguTrack & Field News

### mężczyźni
- 1957: 9. Zbigniew Makomaski
- 1958: 6. Zbigniew Makomaski
- 1959: 1. Stefan Lewandowski
- 1968: 10. Henryk Szordykowski
- 1987: 6. Ryszard Ostrowski
- 2001: 6. Paweł Czapiewski
- 2010: 5. Marcin Lewandowski
- 2011: 7. Adam Kszczot
- 2011: 8. Marcin Lewandowski
- 2013: 3. Marcin Lewandowski
- 2014: 6. Adam Kszczot
- 2014: 10. Marcin Lewandowski
- 2015: 3. Adam Kszczot
- 2015: 9. Marcin Lewandowski
- 2016: 7. Adam Kszczot
- 2016: 8. Marcin Lewandowski

### kobiety
- 1956: 9. Halina Gabor
- 1959: 7. Krystyna Nowakowska
- 1959: 8. Beata Żbikowska
- 1962: 8. Krystyna Nowakowska
- 1967: 6. Danuta Sobieska
- 1971: 9. Danuta Sobieska-Wierzbowska
- 1973: 7. Elżbieta Katolik
- 1974: 6. Elżbieta Katolik
- 1975: 9. Elżbieta Katolik
- 1979: 10. Jolanta Januchta
- 1980: 8. Jolanta Januchta
- 1981: 4. Jolanta Januchta
- 1982: 7. Jolanta Januchta
- 2015: 8. Joanna Jóźwik
- 2016: 5. Joanna Jóźwik